# Sidi Mohamed Ould Boubakar
Pour les articles homonymes, voir Boubacar (homonymie).
Sidi Mohamed Ould Boubakar ou Sidi Mohamed Ould Boubacar ou Mohammed Ould Bakar (en arabe : سيدي محمد ولد بو بكر), est un homme d'État mauritanien, né le 31 mai 1957 à Atar. Il est Premier ministre de Mauritanie à deux reprises entre 1992 et 1996, puis entre 2005 et 2007.

## Biographie
Ould Boubakar fait partie de la tribu des Oulad Ahmed, une tribu maraboutique sans influence politique notable et bien implantée dans la région du Brakna.
Il occupe divers postes dans la fonction publique à partir de l'obtention de son diplôme d'administrateur des régies financières, en 1980, puis de son DEA en économie politique, l'année suivante à l'université d'Orléans.
Il obtient son premier portefeuille ministériel en 1990, le président Maaouiya Ould Sid'Ahmed Taya le nommant ministre des Finances.
Le 18 avril 1992, Maaouiya Ould Sid'Ahmed Taya le nomme Premier ministre, fonction qu'il occupe jusqu'au 2 janvier 1996.
Il occupe ensuite de hauts postes importants notamment le poste de directeur du cabinet présidentiel en 2001, avant d'être nommé, en 2004, ambassadeur de Mauritanie en France.
Le 7 août 2005, il est nommé Premier ministre par le colonel Ely Ould Mohamed Vall, chef du Conseil militaire pour la justice et la démocratie (CMJD), junte qui a renversé, le 3 août précédent, le président Maaouiya Ould Sid'Ahmed Taya, qui était au pouvoir depuis 1984. Il remplace, dans ces fonctions, le dernier Premier ministre nommé par Maaouiya Ould Sid'Ahmed Taya, Sghaïr Ould M'Bareck. 
Sidi Mohamed Ould Boubakar est membre du Parti républicain démocratique et social (PRDS), parti de l'ancien président Maaouiya Ould Sid'Ahmed Taya.
Comme les membres du CMJD et du gouvernement mauritanien, il n'est pas autorisé à participer aux élections législatives de novembre 2006, aux élections sénatoriales de janvier 2007 et à l'élection présidentielle du mois de mars 2007, qui clôt la série de scrutins marquant la « transition vers des institutions démocratiques » annoncée par le CMJD peu après la prise du pouvoir en août 2005.
Le 31 mars 2007, Sidi Mohamed Ould Boubakar présente au colonel Vall la démission de son gouvernement. Il est toutefois chargé de gérer les affaires courantes, jusqu'à l'investiture du nouveau président de la République, Sidi Mohamed Ould Cheikh Abdallahi, qui doit intervenir le 19 avril 2007.
Ould Boubakar est ensuite ambassadeur de Mauritanie à Madrid, puis en Égypte et enfin à l'Organisation des Nations unies.
En 2018, Ould Boubakar revient sur la scène politique nationale afin de préparer sa candidature à l'élection présidentielle de 2019. Il se présente en tant que candidat indépendant mais est soutenu par les islamistes du Rassemblement national pour la réforme et le développement (Tewassoul) la première force d’opposition du pays, ainsi que par plus d’une vingtaine de formations dont le parti Hatem. Ould Boubakar arrive finalement en troisième position et recueille 17,87% des suffrages,,.